# Sigerslevøster Privatskole
Sigerslevøster Privatskole er privatskole i Sigerslevøster i Nordsjælland, beliggende i området mellem Frederikssund, Slangerup, Gørløse, Skævinge, Ølsted og Frederiksværk. Skolen hører hjemme i Hillerød Kommune, men ligger tættere på Frederikssund. 
Skolen har ca. 300 elever fra børnehaveklassen til 9. klasse samt en SFO og en musikskole.

## Idégrundlag
Skolen skal, ligesom andre privatskoler, give en undervisning som står mål med folkeskolen.
Skolen fokuserer på børnenes trivsel og tæt skole-hjem samarbejde, som grundlag for høj faglighed i undervisningen, både indenfor traditionelt boglige fag og kreative fag. Skolen bekender sig ikke til nogen religiøs eller politisk retning. 
Et specielt særpræg er, at lærerne tiltales per efternavn - en tradition som er blevet bevaret på forældrenes ønske.

## Optagelsesområde
Skolen optager elever fra adskillige kommuner, hvor eleverne typisk tager en af skolernes skolebusser til skolen:
- Halsnæs Kommune
- Frederikssund Kommune
- Hillerød Kommune
- Allerød Kommune
- Egedal Kommune

## Organisering
Skolen er en selvejende institution, med en bestyrelse der vælges af og blandt elevernes forældre.

## Historie
Sigerslevøster havde en lille landsbyskole som blev lukket i 1970erne. Sigerslevøster Privatskole blev oprettet i 1983 af en gruppe forældre og har siden da udviklet sig som en forældrestyret skole.

## Ekstern henvisning
- Sigerslevøster Privatskoles hjemmeside
- Skolens officielle facebook side
- Vedtægter for skolen

|  | Denne artikel om en bygning eller et bygningsværk kan blive bedre, hvis der indsættes et (bedre) billede. Du kan hjælpe ved at afsøge Wikimedia Commons for et passende billede eller lægge et op på Wikimedia Commons med en af de tilladte licenser og indsætte det i artiklen. |

55°53′3.82″N 12°07′49.22″Ø / 55.8843944°N 12.1303389°Ø